# Liste der Weltmeister im Wasserspringen
Die Liste der Weltmeister im Wasserspringen listet alle Medaillengewinner im Wasserspringen bei Schwimmweltmeisterschaften auf. Die Weltmeisterschaften wurden von der FINA erstmals im Jahr 1973 ausgetragen. Zunächst fanden sie in unterschiedlichen zeitlichen Abständen statt, seit dem Jahr 2001 aber regelmäßig alle zwei Jahre. Zu Beginn wurden jeweils zwei Wettbewerbe für Männer und Frauen ausgetragen, Kunstspringen vom 3-m-Brett und Turmspringen vom 10-m-Turm. 1991 kam das Kunstspringen vom 1-m-Brett hinzu, 1998 das Synchronspringen vom 3-m-Brett und 10-m-Turm, jeweils für Männer und Frauen. 2013 wurde das Klippenspringen in das Programm aufgenommen, bei dem Frauen aus 20 und Männer aus 27 m Höhe springen. 2015 wurden außerdem Mixed-Synchronspringen vom 3-m-Brett und 10-m-Turm sowie ein gemischter Teamwettbewerb eingeführt, bei dem je ein Mann und eine Frau vom 3-m-Brett und 10-m-Turm springen und ihre Einzelsprünge addiert werden. Damit erhöhte sich die Anzahl der Wettkämpfe auf insgesamt 15.
Während bei den ersten Weltmeisterschaften noch US-amerikanische und sowjetische Athleten dominierten, konnte China in der Folgezeit zunehmend eine Vormachtstellung einnehmen. Heute haben chinesische Athleten mehr als die Hälfte aller Weltmeistertitel gewonnen. Zweimal konnten bei einer Weltmeisterschaft alle Titel durch Athleten eines Landes gewonnen werden, 1982 errangen die USA alle vier Titel, 2011 China sogar alle zehn möglichen Titel. Der erfolgreichste Athlet ist mit sieben Goldmedaillen Qin Kai, die erfolgreichste Athletin mit zehn Gold- und einer Silbermedaille Guo Jingjing.

## Wettbewerbe

### Männer

#### 1-m-Brett
| WM             | Gold                | Gold               | Silber                 | Silber          | Bronze              | Bronze              |
| -------------- | ------------------- | ------------------ | ---------------------- | --------------- | ------------------- | ------------------- |
| 1991 Perth     | Niederlande         | Edwin Jongejans    | Vereinigte Staaten     | Mark Lenzi      | China Volksrepublik | Wang Yijie          |
| 1994 Rom       | Simbabwe            | Evan Stewart       | China Volksrepublik    | Lan Wei         | Vereinigte Staaten  | Brian Earley        |
| 1998 Perth     | China Volksrepublik | Yu Zhuocheng       | Vereinigte Staaten     | Troy Dumais     | Deutschland         | Holger Schlepps     |
| 2001 Fukuoka   | China Volksrepublik | Wang Feng          | China Volksrepublik    | Wang Tianling   | Russland            | Alexander Dobroskok |
| 2003 Barcelona | China Volksrepublik | Xu Xiang           | China Volksrepublik    | Wang Kenan      | Finnland            | Joona Puhakka       |
| 2005 Montreal  | Kanada              | Alexandre Despatie | China Volksrepublik    | Xu Xiang        | China Volksrepublik | Wang Feng           |
| 2007 Melbourne | China Volksrepublik | Luo Yutong         | China Volksrepublik    | He Chong        | Italien             | Christopher Sacchin |
| 2009 Rom       | China Volksrepublik | Qin Kai            | China Volksrepublik    | Zhang Xinhua    | Australien          | Matthew Mitcham     |
| 2011 Shanghai  | China Volksrepublik | Li Shixin          | China Volksrepublik    | He Min          | Deutschland         | Pavlo Rozenberg     |
| 2013 Barcelona | China Volksrepublik | Li Shixin          | Ukraine                | Illja Kwascha   | Mexiko              | Alejandro Chávez    |
| 2015 Kasan     | China Volksrepublik | Xie Siyi           | Ukraine                | Illja Kwascha   | Vereinigte Staaten  | Michael Hixon       |
| 2017 Budapest  | China Volksrepublik | Peng Jianfeng      | China Volksrepublik    | He Chao         | Italien             | Giovanni Tocci      |
| 2019 Gwangju   | China Volksrepublik | Wang Zongyuan      | Mexiko                 | Marrufo Pacheco | China Volksrepublik | Peng Jianfeng       |
| 2022 Budapest  | China Volksrepublik | Wang Zongyuan      | Vereinigtes Konigreich | Jack Laugher    | Australien          | Li Shixin           |
| 2023 Fukuoka   | China Volksrepublik | Peng Jianfeng      | Mexiko                 | Osmar Olvera    | China Volksrepublik | Zheng Jiuyuan       |

#### 3-m-Brett
| WM             | Gold                | Gold                | Silber                                  | Silber             | Bronze                 | Bronze                |
| -------------- | ------------------- | ------------------- | --------------------------------------- | ------------------ | ---------------------- | --------------------- |
| 1973 Belgrad   | Vereinigte Staaten  | Philip Boggs        | Italien                                 | Klaus Dibiasi      | Vereinigte Staaten     | Keith Russell         |
| 1975 Cali      | Vereinigte Staaten  | Philip Boggs        | Italien                                 | Klaus Dibiasi      | Sowjetunion 1955       | Wjatscheslaw Strachow |
| 1978 Berlin    | Vereinigte Staaten  | Philip Boggs        | Deutschland Demokratische Republik 1949 | Falk Hoffmann      | Italien                | Franco Cagnotto       |
| 1982 Guayaquil | Vereinigte Staaten  | Greg Louganis       | Sowjetunion                             | Sergei Kusmin      | Sowjetunion            | Alexander Portnow     |
| 1986 Madrid    | Vereinigte Staaten  | Greg Louganis       | China Volksrepublik                     | Tan Liangde        | China Volksrepublik    | Li Hongping           |
| 1991 Perth     | Vereinigte Staaten  | Kent Ferguson       | China Volksrepublik                     | Tan Liangde        | Deutschland            | Albin Killat          |
| 1994 Rom       | China Volksrepublik | Yu Zhuocheng        | Russland                                | Dmitri Sautin      | China Volksrepublik    | Wang Tianling         |
| 1998 Perth     | Russland            | Dmitri Sautin       | China Volksrepublik                     | Yilin Zhou         | Russland               | Wassili Lisowski      |
| 2001 Fukuoka   | Russland            | Dmitri Sautin       | China Volksrepublik                     | Wang Tianling      | Japan                  | Ken Terauchi          |
| 2003 Barcelona | Russland            | Alexander Dobroskok | China Volksrepublik                     | Peng Bo            | Russland               | Dmitri Sautin         |
| 2005 Montreal  | Kanada              | Alexandre Despatie  | Vereinigte Staaten                      | Troy Dumais        | China Volksrepublik    | He Chong              |
| 2007 Melbourne | China Volksrepublik | Qin Kai             | Kanada                                  | Alexandre Despatie | Russland               | Dmitri Sautin         |
| 2009 Rom       | China Volksrepublik | He Chong            | Vereinigte Staaten                      | Troy Dumais        | Kanada                 | Alexandre Despatie    |
| 2011 Shanghai  | China Volksrepublik | He Chong            | Russland                                | Ilja Sacharow      | Russland               | Jewgeni Kusnezow      |
| 2013 Barcelona | China Volksrepublik | He Chong            | Russland                                | Jewgeni Kusnezow   | Mexiko                 | Yahel Castillo        |
| 2015 Kasan     | China Volksrepublik | He Chao             | Russland                                | Ilja Sacharow      | Vereinigtes Konigreich | Jack Laugher          |
| 2017 Budapest  | China Volksrepublik | Xie Siyi            | Deutschland                             | Patrick Hausding   | Russland               | Ilja Sacharow         |
| 2019 Gwangju   | China Volksrepublik | Xie Siyi            | China Volksrepublik                     | Cao Yuan           | Vereinigtes Konigreich | Jack Laugher          |
| 2022 Budapest  | China Volksrepublik | Wang Zongyuan       | China Volksrepublik                     | Cao Yuan           | Vereinigtes Konigreich | Jack Laugher          |
| 2023 Fukuoka   | China Volksrepublik | Wang Zongyuan       | Mexiko                                  | Osmar Olvera       | China Volksrepublik    | Long Daoyi            |

#### 10-m-Turm
| WM             | Gold                   | Gold               | Silber                                  | Silber              | Bronze                                  | Bronze               |
| -------------- | ---------------------- | ------------------ | --------------------------------------- | ------------------- | --------------------------------------- | -------------------- |
| 1973 Belgrad   | Italien                | Klaus Dibiasi      | Vereinigte Staaten                      | Keith Russell       | Deutschland Demokratische Republik 1949 | Falk Hoffmann        |
| 1975 Cali      | Italien                | Klaus Dibiasi      | Sowjetunion 1955                        | Nikolai Michailin   | Mexiko                                  | Carlos Girón         |
| 1978 Berlin    | Vereinigte Staaten     | Greg Louganis      | Deutschland Demokratische Republik 1949 | Falk Hoffmann       | Sowjetunion 1955                        | Wladimir Alejnik     |
| 1982 Guayaquil | Vereinigte Staaten     | Greg Louganis      | Sowjetunion                             | Wladimir Alejnik    | Vereinigte Staaten                      | Bruce Kimball        |
| 1986 Madrid    | Vereinigte Staaten     | Greg Louganis      | China Volksrepublik                     | Li Kongzheng        | Vereinigte Staaten                      | Bruce Kimball        |
| 1991 Perth     | China Volksrepublik    | Sun Shuwei         | China Volksrepublik                     | Xiong Ni            | Sowjetunion                             | Giorgi Tschogowadse  |
| 1994 Rom       | Russland               | Dmitri Sautin      | China Volksrepublik                     | Sun Shuwei          | Russland                                | Wladimir Timoschinin |
| 1998 Perth     | Russland               | Dmitri Sautin      | China Volksrepublik                     | Tian Liang          | Deutschland                             | Jan Hempel           |
| 2001 Fukuoka   | China Volksrepublik    | Tian Liang         | Kanada                                  | Alexandre Despatie  | Australien                              | Mathew Helm          |
| 2003 Barcelona | Kanada                 | Alexandre Despatie | Australien                              | Mathew Helm         | China Volksrepublik                     | Tian Liang           |
| 2005 Montreal  | China Volksrepublik    | Hu Jia             | Kuba                                    | José Antonio Guerra | Russland                                | Gleb Galperin        |
| 2007 Melbourne | Russland               | Gleb Galperin      | China Volksrepublik                     | Zhou Lüxin          | China Volksrepublik                     | Lin Yue              |
| 2009 Rom       | Vereinigtes Konigreich | Tom Daley          | China Volksrepublik                     | Qiu Bo              | China Volksrepublik                     | Zhou Lüxin           |
| 2011 Shanghai  | China Volksrepublik    | Qiu Bo             | Vereinigte Staaten                      | David Boudia        | Deutschland                             | Sascha Klein         |
| 2013 Barcelona | China Volksrepublik    | Qiu Bo             | Vereinigte Staaten                      | David Boudia        | Deutschland                             | Sascha Klein         |
| 2015 Kasan     | China Volksrepublik    | Qiu Bo             | Vereinigte Staaten                      | David Boudia        | Vereinigtes Konigreich                  | Tom Daley            |
| 2017 Budapest  | Vereinigtes Konigreich | Tom Daley          | China Volksrepublik                     | Chen Aisen          | China Volksrepublik                     | Yang Jian            |
| 2019 Gwangju   | China Volksrepublik    | Yang Jian          | China Volksrepublik                     | Yang Hao            | Russland                                | Alexander Bondar     |
| 2022 Budapest  | China Volksrepublik    | Yang Jian          | Japan                                   | Rikuto Tamai        | China Volksrepublik                     | Yang Hao             |
| 2023 Fukuoka   | Australien             | Cassiel Rousseau   | China Volksrepublik                     | Lian Junjie         | China Volksrepublik                     | Yang Hao             |

#### Synchron 3-m-Brett
| WM             | Gold                | Gold                              | Silber                 | Silber                            | Bronze                 | Bronze                            |
| -------------- | ------------------- | --------------------------------- | ---------------------- | --------------------------------- | ---------------------- | --------------------------------- |
| 1998 Perth     | China Volksrepublik | Hao Xu Yu Zhuocheng               | Deutschland            | Holger Schlepps Alexander Mesch   | Australien             | Dean Pullar Shannon Roy           |
| 2001 Fukuoka   | China Volksrepublik | Peng Bo Wang Kenan                | Mexiko                 | Fernando Platas Joel Rodríguez    | Russland               | Dmitri Sautin Alexander Dobroskok |
| 2003 Barcelona | Russland            | Dmitri Sautin Alexander Dobroskok | China Volksrepublik    | Wang Feng Wang Tianling           | Deutschland            | Tobias Schellenberg Andreas Wels  |
| 2005 Montreal  | China Volksrepublik | He Chong Wang Feng                | Deutschland            | Tobias Schellenberg Andreas Wels  | Vereinigte Staaten     | Troy Dumais Justin Dumais         |
| 2007 Melbourne | China Volksrepublik | Qin Kai Wang Feng                 | Kanada                 | Alexandre Despatie Arturo Miranda | Deutschland            | Tobias Schellenberg Andreas Wels  |
| 2009 Rom       | China Volksrepublik | Qin Kai Wang Feng                 | Vereinigte Staaten     | Troy Dumais Kristian Ipsen        | Kanada                 | Alexandre Despatie Reuben Ross    |
| 2011 Shanghai  | China Volksrepublik | Qin Kai Luo Yutong                | Russland               | Ilja Sacharow Jewgeni Kusnezow    | Mexiko                 | Yahel Castillo Julián Sánchez     |
| 2013 Barcelona | China Volksrepublik | Qin Kai He Chong                  | Russland               | Ilja Sacharow Jewgeni Kusnezow    | Mexiko                 | Jahir Ocampo Rommel Pacheco       |
| 2015 Kasan     | China Volksrepublik | Cao Yuan Qin Kai                  | Russland               | Ilja Sacharow Jewgeni Kusnezow    | Vereinigtes Konigreich | Jack Laugher Christopher Mears    |
| 2017 Budapest  | Russland            | Ilja Sacharow Jewgeni Kusnezow    | China Volksrepublik    | Xie Siyi Cao Yuan                 | Ukraine                | Oleh Kolodij Illja Kwascha        |
| 2019 Gwangju   | China Volksrepublik | Cao Yuan Xie Siyi                 | Vereinigtes Konigreich | Daniel Goodfellow Jack Laugher    | Mexiko                 | Yahei Castillo Juan Celaya        |
| 2022 Budapest  | China Volksrepublik | Cao Yuan Wang Zongyuan            | Vereinigtes Konigreich | Anthony Harding Jack Laugher      | Deutschland            | Timo Barthel Lars Rüdiger         |

#### Synchron 10-m-Turm
| WM             | Gold                | Gold                           | Silber                 | Silber                              | Bronze                 | Bronze                                  |
| -------------- | ------------------- | ------------------------------ | ---------------------- | ----------------------------------- | ---------------------- | --------------------------------------- |
| 1998 Perth     | China Volksrepublik | Tian Liang Sun Shuwei          | Deutschland            | Jan Hempel Michael Kühne            | Russland               | Alexander Warlamow Igor Lukaschin       |
| 2001 Fukuoka   | China Volksrepublik | Tian Liang Hu Jia              | Mexiko                 | Fernando Platas Eduardo Rueda       | Ukraine                | Roman Wolodkow Anton Sacharow           |
| 2003 Barcelona | Australien          | Mathew Helm Robert Newbery     | Ukraine                | Roman Wolodkow Anton Sacharow       | China Volksrepublik    | Tian Liang Hu Jia                       |
| 2005 Montreal  | Russland            | Gleb Galperin Dmitri Dobroskok | China Volksrepublik    | Yang Jinghui Hu Jia                 | Vereinigtes Konigreich | Peter Waterfield Leon Taylor            |
| 2007 Melbourne | China Volksrepublik | Lin Yue Huo Liang              | Russland               | Gleb Galperin Dmitri Dobroskok      | Vereinigte Staaten     | David Boudia Thomas Finchum             |
| 2009 Rom       | China Volksrepublik | Lin Yue Huo Liang              | Vereinigte Staaten     | David Boudia Thomas Finchum         | Kuba                   | Jeinkler Aguirre José Antonio Guerra    |
| 2011 Shanghai  | China Volksrepublik | Qiu Bo Huo Liang               | Deutschland            | Sascha Klein Patrick Hausding       | Ukraine                | Olexandr Bondar Oleksandr Horschkowosow |
| 2013 Barcelona | Deutschland         | Sascha Klein Patrick Hausding  | Russland               | Wiktor Minibajew Artjom Tschessakow | China Volksrepublik    | Cao Yuan Zhang Yanquan                  |
| 2015 Kasan     | China Volksrepublik | Chen Aisen Lin Yue             | Mexiko                 | Iván García Germán Sánchez          | Russland               | Roman Ismailow Wiktor Minibajew         |
| 2017 Budapest  | China Volksrepublik | Chen Aisen Yang Hao            | Russland               | Alexander Bondar Wiktor Minibajew   | Deutschland            | Sascha Klein Patrick Hausding           |
| 2019 Gwangju   | China Volksrepublik | Cao Yuan Chen Aisen            | Russland               | Alexander Bondar Wiktor Minibajew   | Vereinigtes Konigreich | Tom Daley Matty Lee                     |
| 2022 Budapest  | China Volksrepublik | Yang Hao Lian Junjie           | Vereinigtes Konigreich | Matty Lee Noah Williams             | Kanada                 | Rylan Wiens Nathan Zsombor-Murray       |

#### Klippenspringen (27 Meter)
| WM             | Gold                   | Gold          | Silber                 | Silber           | Bronze   | Bronze             |
| -------------- | ---------------------- | ------------- | ---------------------- | ---------------- | -------- | ------------------ |
| 2013 Barcelona | Kolumbien              | Orlando Duque | Vereinigtes Konigreich | Gary Hunt        | Mexiko   | Jonathan Paredes   |
| 2015 Kasan     | Vereinigtes Konigreich | Gary Hunt     | Mexiko                 | Jonathan Paredes | Russland | Artjom Siltschenko |
| 2017 Budapest  | Vereinigte Staaten     | Steve LoBue   | Tschechien             | Michal Navrátil  | Italien  | Alessandro De Rose |
| 2019 Gwangju   | Vereinigtes Konigreich | Gary Hunt     | Vereinigte Staaten     | Steve Lobue      | Mexiko   | Jonathan Paredes   |

### Frauen

#### 1-m-Brett
| WM             | Gold             | Silber             | Bronze             |
| -------------- | ---------------- | ------------------ | ------------------ |
| 1991 Perth     | Gao Min          | Wendy Lucero       | Heidemarie Bártová |
| 1994 Rom       | Chen Lixia       | Tan Shuping        | Annie Pelletier    |
| 1998 Perth     | Irina Laschko    | Wera Iljina        | Zhang Jing         |
| 2001 Fukuoka   | Blythe Hartley   | Wu Minxia          | Zhang Jing         |
| 2003 Barcelona | Irina Laschko    | Conny Schmalfuß    | Blythe Hartley     |
| 2005 Montreal  | Blythe Hartley   | Wu Minxia          | Heike Fischer      |
| 2007 Melbourne | He Zi            | Blythe Hartley     | Julija Pachalina   |
| 2009 Rom       | Julija Pachalina | Wu Minxia          | Wang Han           |
| 2011 Shanghai  | Shi Tingmao      | Wang Han           | Tania Cagnotto     |
| 2013 Barcelona | He Zi            | Tania Cagnotto     | Wang Han           |
| 2015 Kasan     | Tania Cagnotto   | Shi Tingmao        | He Zi              |
| 2017 Budapest  | Maddison Keeney  | Nadeschda Baschina | Elena Bertocchi    |
| 2019 Gwangju   | Chen Yiwen       | Sarah Bacon        | Kim Su-ji          |
| 2022 Budapest  | Li Yajie         | Sarah Bacon        | Mia Vallée         |

#### 3-m-Brett
| WM             | Gold             | Silber            | Bronze            |
| -------------- | ---------------- | ----------------- | ----------------- |
| 1973 Belgrad   | Christa Köhler   | Ulrika Knape      | Marina Janicke    |
| 1975 Cali      | Irina Kalinina   | Tatiana Bolinkina | Christine Loock   |
| 1978 Berlin    | Irina Kalinina   | Cynthia Potter    | Jennifer Chandler |
| 1982 Guayaquil | Megan Neyer      | Christina Seufert | Peng Yuanchuan    |
| 1986 Madrid    | Gao Min          | Li Yihua          | Marina Babkowa    |
| 1991 Perth     | Gao Min          | Irina Laschko     | Brita Baldus      |
| 1994 Rom       | Tan Shuping      | Wera Iljina       | Claudia Bockner   |
| 1998 Perth     | Julija Pachalina | Guo Jingjing      | Chantelle Michell |
| 2001 Fukuoka   | Guo Jingjing     | Irina Laschko     | Julija Pachalina  |
| 2003 Barcelona | Guo Jingjing     | Julija Pachalina  | Wu Minxia         |
| 2005 Montreal  | Guo Jingjing     | Wu Minxia         | Tania Cagnotto    |
| 2007 Melbourne | Guo Jingjing     | Wu Minxia         | Tania Cagnotto    |
| 2009 Rom       | Guo Jingjing     | Émilie Heymans    | Tania Cagnotto    |
| 2011 Shanghai  | Wu Minxia        | He Zi             | Jennifer Abel     |
| 2013 Barcelona | He Zi            | Wang Han          | Pamela Ware       |
| 2015 Kasan     | Shi Tingmao      | He Zi             | Tania Cagnotto    |
| 2017 Budapest  | Shi Tingmao      | Wang Han          | Jennifer Abel     |
| 2019 Gwangju   | Shi Tingmao      | Wang Han          | Maddison Keeney   |
| 2022 Budapest  | Chen Yiwen       | Mia Vallée        | Chang Yani        |

#### 10-m-Turm
| WM             | Gold             | Silber            | Bronze                |
| -------------- | ---------------- | ----------------- | --------------------- |
| 1973 Belgrad   | Ulrika Knape     | Milena Duchková   | Irina Kalinina        |
| 1975 Cali      | Janet Ely        | Irina Kalinina    | Ulrika Knape          |
| 1978 Berlin    | Irina Kalinina   | Martina Jäschke   | Melissa Briley        |
| 1982 Guayaquil | Wendy Wyland     | Ramona Wenzel     | Zhou Jihong           |
| 1986 Madrid    | Chen Lin         | Lu Wei            | Wendy Wyland          |
| 1991 Perth     | Fu Mingxia       | Jelena Miroschina | Wendy Williams        |
| 1994 Rom       | Fu Mingxia       | Chi Bin           | María José Alcalá     |
| 1998 Perth     | Olena Schupina   | Yuyan Cai         | Li Chen               |
| 2001 Fukuoka   | Mian Xu          | Qing Duan         | Loudy Tourky          |
| 2003 Barcelona | Émilie Heymans   | Lao Lishi         | Li Na                 |
| 2005 Montreal  | Laura Wilkinson  | Loudy Tourky      | Jia Tong              |
| 2007 Melbourne | Wang Xin         | Chen Ruolin       | Christin Steuer       |
| 2009 Rom       | Paola Espinosa   | Chen Ruolin       | Li Kang               |
| 2011 Shanghai  | Chen Ruolin      | Hu Yadan          | Paola Espinosa        |
| 2013 Barcelona | Si Yajie         | Chen Ruolin       | Julija Prokoptschuk   |
| 2015 Kasan     | Kim Kuk-hyang    | Ren Qian          | Pandelela Rinong Pamg |
| 2017 Budapest  | Jun Hoong Cheong | Si Yajie          | Ren Qian              |
| 2022 Budapest  | Chen Yuxi        | Quan Hongchan     | Pandelela Rinong      |

#### Synchron 3-m-Brett
| WM             | Gold                           | Silber                                 | Bronze                                   |
| -------------- | ------------------------------ | -------------------------------------- | ---------------------------------------- |
| 1998 Perth     | Julija Pachalina Irina Laschko | Lang Rao Li Rongiuan                   | Tracy Bonner Kathy Pesek                 |
| 2001 Fukuoka   | Wu Minxia Guo Jingjing         | Julija Pachalina Wera Iljina           | Ditte Kotzian Conny Schmalfuß            |
| 2003 Barcelona | Wu Minxia Guo Jingjing         | Julija Pachalina Wera Iljina           | Laura Sánchez Paola Espinosa             |
| 2005 Montreal  | Li Ting Guo Jingjing           | Ditte Kotzian Conny Schmalfuß          | Olena Fedorowa Krystyna Ischtschenko     |
| 2007 Melbourne | Wu Minxia Guo Jingjing         | Ditte Kotzian Heike Fischer            | Sharleen Stratton Briony Cole            |
| 2009 Rom       | Wu Minxia Guo Jingjing         | Tania Cagnotto Francesca Dallapé       | Julija Pachalina Anastassija Posdnjakowa |
| 2011 Shanghai  | Wu Minxia He Zi                | Émilie Heymans Jennifer Abel           | Sharleen Stratton Anabelle Smith         |
| 2013 Barcelona | Wu Minxia Shi Tingmao          | Tania Cagnotto Francesca Dallapé       | Jennifer Abel Pamela Ware                |
| 2015 Kasan     | Wu Minxia Shi Tingmao          | Jennifer Abel Pamela Ware              | Samantha Mills Esther Qin                |
| 2017 Budapest  | Shi Tingmao Chang Yani         | Jennifer Abel Mélissa Beaulieu         | Nadeschda Baschina Kristina Iljinych     |
| 2019 Gwangju   | Shi Tingmao Wang Han           | Mélissa Citrini-Beaulieu Jennifer Abel | Paola Espinosa Melany Hernández          |
| 2022 Budapest  | Chang Yani Chen Yiwen          | Rin Kaneto Sayaka Mikami               | Maddison Keeney Anabelle Smith           |

#### Synchron 10-m-Turm
| WM             | Gold                            | Silber                                       | Bronze                                       |
| -------------- | ------------------------------- | -------------------------------------------- | -------------------------------------------- |
| 1998 Perth     | Olena Schupina Switlana Serbina | Li Chen Yuyan Cai                            | Kristin Link Lindsay Long                    |
| 2001 Fukuoka   | Sang Xue Qing Duan              | Jewgenija Olschewskaja Swetlana Timoschinina | Takiri Miyazaki Emi Otsuki                   |
| 2003 Barcelona | Lao Lishi Li Ting               | Lynda Dackiw Loudy Tourky                    | Jewgenija Olschewskaja Swetlana Timoschinina |
| 2005 Montreal  | Jia Tong Yuan Peilin            | Chantelle Newbery Loudy Tourky               | Meaghan Benfeito Roseline Filion             |
| 2007 Melbourne | Jia Tong Chen Ruolin            | Briony Cole Melissa Wu                       | Annett Gamm Nora Subschinski                 |
| 2009 Rom       | Wang Xin Chen Ruolin            | Mary Beth Dunnichay Haley Ishimatsu          | Mun Yee Leong Pandelela Rinong Pamg          |
| 2011 Shanghai  | Chen Ruolin Wang Hao            | Alexandra Croak Melissa Wu                   | Christin Steuer Nora Subschinski             |
| 2013 Barcelona | Chen Ruolin Liu Huixia          | Meaghan Benfeito Roseline Filion             | Mun Yee Leong Pandelela Rinong Pamg          |
| 2015 Kasan     | Chen Ruolin Liu Huixia          | Meaghan Benfeito Roseline Filion             | Kim Un-hyang Song Nam-hyang                  |
| 2017 Budapest  | Ren Qian Si Yajie               | Kim Mi-rae Kim Kuk-hyang                     | Jun Hoong Cheong Pandelela Pamg              |
| 2019 Gwangju   | Lu Wei Zhang Jiaqi              | Leong Mun Yee Pandelela Rinong               | Samantha Bromberg Katrina Young              |
| 2022 Budapest  | Chen Yuxi Quan Hongchan         | Delaney Schnell Katrina Young                | Pandelela Rinong Nur Dhabitah Sabri          |

#### Klippenspringen (20 Meter)
| WM             | Gold             | Silber          | Bronze           |
| -------------- | ---------------- | --------------- | ---------------- |
| 2013 Barcelona | Cesilie Carlton  | Ginger Huber    | Anna Bader       |
| 2015 Kasan     | Rachelle Simpson | Cesilie Carlton | Jana Neszjarawa  |
| 2017 Budapest  | Rhiannan Iffland | Adriana Jiménez | Yana Nestsiarava |
| 2019 Gwangju   | Rhiannan Iffland | Adriana Jiménez | Jessica Macaulay |

### Mixed

#### Synchron 3-m-Brett
| WM            | Gold                           | Silber                              | Bronze                              |
| ------------- | ------------------------------ | ----------------------------------- | ----------------------------------- |
| 2015 Kasan    | Wang Han Yang Hao              | Jennifer Abel François Imbeau-Dulac | Tania Cagnotto Maicol Verzotto      |
| 2017 Budapest | Li Zheng Wang Han              | Grace Reid Tom Daley                | Jennifer Abel François Imbeau-Dulac |
| 2019 Gwangju  | Maddison Keeney Matthew Carter | Francois Imbeau-Dulac Jennifer Abel | Lou Massenberg Tina Punzel          |
| 2022 Budapest | Lin Shan Zhu Zifeng            | Chiara Pellacani Matteo Santoro     | Grace Reid James Heatly             |

#### Synchron 10-m-Turm
| WM            | Gold                 | Silber                                | Bronze                        |
| ------------- | -------------------- | ------------------------------------- | ----------------------------- |
| 2015 Kasan    | Si Yajie Tai Xiaohu  | Meaghan Benfeito Vincent Riendeau     | Melissa Wu Domonic Bedggood   |
| 2017 Budapest | Ren Qian Lian Junjie | Lois Toulson Matty Lee                | Kim Mi-rae Hyon Il-myong      |
| 2019 Gwangju  | Lian Junjie Si Yajie | Jekaterina Beljajewa Wiktor Minibajew | Jose Balleza María Sánchez    |
| 2022 Budapest | Ren Qian Duan Yu     | Sofija Lyskun Oleksij Sereda          | Delaney Schnell Carson Taylor |

#### Teamwettbewerb (3-m- & 10-m-Kombination)
| WM            | Gold                         | Silber                                      | Bronze                                 |
| ------------- | ---------------------------- | ------------------------------------------- | -------------------------------------- |
| 2015 Kasan    | Rebecca Gallantree Tom Daley | Julija Prokoptschuk Oleksandr Horschkowosow | Chen Ruolin Xie Siyi                   |
| 2017 Budapest | Laura Marino Matthieu Rosset | Viviana del Ángel Rommel Pacheco            | Krysta Palmer David Dinsmore           |
| 2019 Gwangju  | Yang Jian Lin Shan           | Julija Timoschinina Sergei Nasin            | Andrew Capobianco Karina Young         |
| 2022 Budapest | Quan Hongchan Bai Yuming     | Jade Gillet Alexis Jandard                  | Andrea Spendolini-Sirieix James Heatly |

## Medaillengewinner
Die folgenden Tabellen zeigen die jeweils zehn erfolgreichsten Athleten und Athletinnen bei Weltmeisterschaften.
- Platzierung: Gibt die Reihenfolge der Athleten wieder. Diese wird durch die Anzahl der Goldmedaillen bestimmt. Bei gleicher Anzahl werden die Silbermedaillen verglichen und anschließend die errungenen Bronzemedaillen.
- Name: Nennt den Namen des Athleten.
- Land: Nennt das Land, für das der Athlet startete.
- Von: Das Jahr, in dem der Athlet die erste Medaille gewonnen hat.
- Bis: Das Jahr, in dem der Athlet die letzte Medaille gewonnen hat.
- Gold: Nennt die Anzahl der gewonnenen Goldmedaillen.
- Silber: Nennt die Anzahl der gewonnenen Silbermedaillen.
- Bronze: Nennt die Anzahl der gewonnenen Bronzemedaillen.
- Gesamt: Nennt die Anzahl aller gewonnenen Medaillen.

### Männer
| Platz | Name               | Land                   | Von  | Bis  | Gold | Silber | Bronze | Gesamt |
| ----- | ------------------ | ---------------------- | ---- | ---- | ---- | ------ | ------ | ------ |
| 1.    | Qin Kai            | Volksrepublik China    | 2007 | 2015 | 7    |        |        | 7      |
| 2.    | Dmitri Sautin      | Russland               | 1994 | 2007 | 5    | 1      | 3      | 9      |
| 3.    | He Chong           | Volksrepublik China    | 2005 | 2013 | 5    | 1      | 1      | 7      |
| 4.    | Greg Louganis      | Vereinigte Staaten     | 1978 | 1986 | 5    |        |        | 5      |
| 5.    | Wang Feng          | Volksrepublik China    | 2001 | 2009 | 4    | 1      | 1      | 6      |
| 5.    | Xie Siyi           | Volksrepublik China    | 2015 | 2019 | 4    | 1      | 1      | 6      |
| 7.    | Qiu Bo             | Volksrepublik China    | 2009 | 2015 | 4    | 1      |        | 5      |
| 8.    | Alexandre Despatie | Kanada                 | 2001 | 2009 | 3    | 3      | 2      | 8      |
| 9.    | Cao Yuan           | Kanada                 | 2013 | 2019 | 3    | 2      | 1      | 6      |
| 10.   | Tian Liang         | Volksrepublik China    | 1998 | 2003 | 3    | 1      | 2      | 6      |
| 10.   | Tom Daley          | Vereinigtes Königreich | 2009 | 2019 | 3    | 1      | 2      | 6      |

### Frauen
| Platz | Name             | Land                            | Von  | Bis  | Gold | Silber | Bronze | Gesamt |
| ----- | ---------------- | ------------------------------- | ---- | ---- | ---- | ------ | ------ | ------ |
| 1.    | Guo Jingjing     | Volksrepublik China             | 1998 | 2009 | 10   | 1      |        | 11     |
| 2.    | Wu Minxia        | Volksrepublik China             | 2001 | 2015 | 8    | 5      | 1      | 14     |
| 3.    | Shi Tingmao      | Volksrepublik China             | 2011 | 2019 | 8    | 1      |        | 9      |
| 4.    | Chen Ruolin      | Volksrepublik China             | 2007 | 2015 | 6    | 3      | 1      | 10     |
| 5.    | He Zi            | Volksrepublik China             | 2007 | 2015 | 4    | 2      | 1      | 7      |
| 6.    | Si Yajie         | Volksrepublik China             | 2013 | 2019 | 4    | 1      |        | 5      |
| 7.    | Wang Han         | Volksrepublik China             | 2009 | 2019 | 3    | 4      | 2      | 9      |
| 8.    | Julija Pachalina | Russland                        | 1998 | 2009 | 3    | 3      | 3      | 9      |
| 9.    | Irina Laschko    | Sowjetunion Russland Australien | 1991 | 2003 | 3    | 2      |        | 5      |
| 10.   | Irina Kalinina   | Sowjetunion                     | 1973 | 1978 | 3    | 1      | 1      | 5      |

## Nationenwertung
Stand: 13. Juli 2022
| Platz | Land                                              | Gold | Silber | Bronze | Gesamt |
| ----- | ------------------------------------------------- | ---- | ------ | ------ | ------ |
| 1.    | Volksrepublik China                               | 108  | 56     | 28     | 192    |
| 2.    | Vereinigte Staaten                                | 16   | 20     | 19     | 55     |
| 3.    | Russland                                          | 13   | 20     | 18     | 51     |
| 4.    | Kanada                                            | 6    | 15     | 12     | 33     |
| 5.    | Australien                                        | 6    | 7      | 12     | 25     |
| 6.    | Vereinigtes Königreich                            | 5    | 7      | 10     | 22     |
| 7.    | Sowjetunion                                       | 3    | 7      | 6      | 16     |
| 8.    | Italien                                           | 3    | 6      | 11     | 20     |
| 9.    | Deutschland (mit Deutsche Demokratische Republik) | 2    | 12     | 21     | 35     |
| 10.   | Ukraine                                           | 2    | 5      | 5      | 12     |
| 11.   | Mexiko                                            | 1    | 8      | 13     | 22     |
| 12.   | Malaysia                                          | 1    | 1      | 6      | 8      |
| 13.   | Nordkorea                                         | 1    | 1      | 2      | 4      |
| 14.   | Schweden                                          | 1    | 1      | 1      | 3      |
| 15.   | Frankreich                                        | 1    | 1      |        | 2      |
| 16.   | Kolumbien                                         | 1    |        |        | 1      |
| 16.   | Niederlande                                       | 1    |        |        | 1      |
| 16.   | Simbabwe                                          | 1    |        |        | 1      |
| 19.   | Japan                                             |      | 2      | 2      | 4      |
| 20.   | Tschechoslowakei                                  |      | 1      | 1      | 3      |
| 20.   | Kuba                                              |      | 1      | 1      | 2      |
| 22.   | Tschechien                                        |      | 1      | 1      | 3      |
| 23.   | Belarus                                           |      |        | 2      | 2      |
| 24.   | Finnland                                          |      |        | 1      | 1      |
| 24.   | Südkorea                                          |      |        | 1      | 1      |